# André Hurst
André Hurst (Genf, 1940. augusztus 4. –) svájci klasszikus filológus papirológus.

## Élete
Hurst a Genfi Egyetemen klasszika filológiát tanult, ahol 1967-ben doktorált. Ezután az Institut Suisse tagjaként Rómában, a DAAD-nál Münchenben maradt, ahol elmélyítette tudását. Több évig vendégprofesszorként Montréalban, Lausanne-ban, Kolozsvárott és Párizsban oktatott. 1983-ban görög filológia professzori címet kapott genfi alma materében. 1986-tól 1992-ig a filozófiai kar dékánja, 2003-tól 2007-ig az egyetem rektora volt, ezért professzori tisztét fel kellett adnia, s 2004-ben Paul Schubertet nevezték ki a helyére.
Kutatási területei közé tartozik a görög eposz (főleg Rodoszi Apollóniosz) és a dráma (Menandrosz), de a mükénéi görög (Lineáris B írás) és a papirológia is. Hurst a Papirológusok Nemzetközi Szövetségének tagja, a kolozsvári Babeș-Bolyai Tudományegyetemen 1991-ben díszdoktori címet kapott.

## Fordítás
- Ez a szócikk részben vagy egészben  az   André Hurst című német Wikipédia-szócikk ezen változatának fordításán alapul.  Az eredeti cikk szerkesztőit annak laptörténete sorolja fel. Ez a jelzés csupán a megfogalmazás eredetét és a szerzői jogokat jelzi, nem szolgál a cikkben szereplő információk forrásmegjelöléseként.